# Franz Demmel
Franz Demmel (* 20. Juli 1970 in Bad Tölz) ist ein ehemaliger deutscher Eishockeyspieler, der mit den Kölner Haien 1995 die deutsche Meisterschaft gewinnen konnte.

## Karriere
Demmel begann seine Karriere beim EC Bad Tölz, wo er ab 1987 in der ersten Mannschaft spielte, für die er drei Spiele absolvierte. Während der Saison 1988/89 wechselte der Linksschütze nach Nordamerika in die kanadische Juniorenliga Québec Major Junior Hockey League. Dort war er für die Olympiques de Hull und die Verdun Junior Canadiens aktiv. Zum Saisonende kehrte er in seine Heimatstadt Bad Tölz zurück. Beim EC Bad Tölz blieb er daraufhin bis 1994. In der Zwischenzeit ging er zudem während der Saison 1993/94 für die Bayreuth Tigers aufs Eis. 
Im Sommer 1994 erhielt er ein Vertragsangebot der Kölner Haie, welches er annahm und in die Deutsche Eishockey Liga wechselte. Mit den Haien konnte er in seiner ersten Spielzeit nach 3:2 Siegen im Play-off-Finale gegen den EV Landshut die deutsche Meisterschaft gewinnen. Demmel blieb noch bis 1997 bei den Haien. In dieser Zeit nahm er mit dem Verein in den Saisons 1996/97 und 1997/98 an der European Hockey League teil. Dort wurde er insgesamt sieben Mal eingesetzt und erzielte dabei keinen Scorerpunkt.
Im Jahr 1997 kehrte der Offensivspieler nach Bad Tölz zurück, mit dem er bis 2004 ununterbrochen in der 2. Bundesliga aktiv war. 2004 beendete Franz Demmel seine aktive Eishockeykarriere.

## Erfolge und Auszeichnungen
- 1995 Deutscher Meister mit den Kölner Haien